# Kazuma-Pan-Nationalpark
Kazuma Pan National Park liegt im äußersten Nordwesten von Simbabwe.
Dieser Park ist 323 km² groß. Anders als die meisten anderen Parks des Landes prägt ihn eine gut überschaubare Ebene. Die Zahl der Tiere ist nicht so hoch, der Mischung nach aber attraktiv. Die Vogelarten sind sehr zahlreich, dazu kommen Antilopen, Geparden, Löwen, Elefanten, Büffel, Nashörner, Giraffen und andere. Der Park besteht fast ausschließlich aus flachem Grasland und Kalahari-Buschland. Saisonale Überschwemmungen ziehen Scharen von Wasservögeln an.
Der Park wurde 1949 zum Nationalpark erklärt, 1964 wieder entwidmet und 1975 erneut dazu erklärt. Im Park gibt es keine Unterkünfte. Das Zelten ist auf zwei Plätzen mit Erlaubnis der Parkverwaltung möglich. Der Zugang wird gering gehalten und ist auf die Zeit von März bis Dezember beschränkt. Das hat vor allem mit der massenhaften Wanderung von Tieren aus Botswana und Simbabwe in der Trockenzeit von September bis November zu tun, in der die Tiere an flachen Wasserstellen im Park überleben, die aus Bohrlöchern gefüllt werden.